# Joseph Karikkassery
Joseph Karikkassery (* 13. Februar 1946 in Karthedom, Britisch-Indien) ist ein indischer römisch-katholischer Geistlicher und emeritierter Bischof von Kottapuram.

## Leben
Joseph Karikkassery besuchte die St. Joseph’s School in Karthedom, die Santa Cruz School in Ochanthuruth und das St.Albert’s College in Ernakulam sowie später das Kleine Seminar St. Joseph in Kalamassery. Anschließend studierte Karikkassery Philosophie und Katholische Theologie am päpstlichen Priesterseminar St. Joseph in Alwaye. Am 19. Dezember 1973 empfing er in der Kirche des päpstlichen Priesterseminars St. Joseph in Alwaye durch den Erzbischof von Verapoly, Joseph Kelanthara, das Sakrament der Priesterweihe für das Erzbistum Verapoly.
Karikkassery war zunächst als Pfarrvikar in Kottapuram (1974–1976) und in Elamkulam (1977–1981) tätig. Von 1982 bis 1986 leitete er das Holy Angels Institute in Kalamassery, bevor er 1987 Pfarrer in Perumannoor wurde. Anschließend war er von 1989 bis 1992 Pfarrer in Palarivattam und von 1993 bis 1997 in Chatiath sowie 1998 in Cheranallur. Nachdem Karikkassery 1999 kurzzeitig als Spiritual am Kleinen Seminar St. Joseph in Kalamassery gewirkt hatte, wurde er im Jahr 2000 Pfarrer in Kuttikattukara und Subregens des päpstlichen Priesterseminars St. Joseph in Alwaye. Von 2002 bis 2006 fungierte er als Rektor des Kleinen Seminars St. Joseph in Kalamassery und als Bischofsvikar für die Ordensleute. Ab 2006 war Karikkassery Generalvikar des Erzbistums Verapoly.
Papst Benedikt XVI. ernannte ihn am 25. November 2006 zum Titularbischof von Buxentum und zum Weihbischof in Verapoly. Der Erzbischof von Verapoly, Daniel Acharuparambil OCD, spendete ihm am 28. Dezember desselben Jahres in der Basilika von Vallarpadam die Bischofsweihe; Mitkonsekratoren waren Maria Callist Soosa Pakiam, Erzbischof von Trivandrum, und Francis Kallarakal, Bischof von Kottapuram. Karikkassery wählte den Wahlspruch To live and give the good news („Die Frohe Botschaft leben und verkünden“).
Am 18. Dezember 2010 bestellte ihn Benedikt XVI. zum Bischof von Kottapuram. Die Amtseinführung erfolgte am 13. Februar 2011.
Papst Franziskus nahm am 1. Mai 2023 das von Joseph Karikkassery aus Altersgründen vorgebrachte Rücktrittsgesuch an.